# Noyelles-lès-Seclin
Noyelles-lès-Seclin é uma comuna francesa na região administrativa de Altos da França, no departamento do Norte. Estende-se por uma área de 2.38 km². Em 2010 a comuna tinha 876 habitantes (densidade: 368,1 hab./km²).